# Lesenská přehrada
Lesenská přehrada je nevelká vodní nádrž u silnice I/9 na severním okraji osady Lesné, na Lesenském potoce, přítoku Lužničky, na území obce Dolní Podluží, ve východní části okresu Děčín, v Ústeckém kraji, na severu České republiky. Někdy je též nazývaná Podlužská přehrada a podle lidového podání je nejmenší přehradou v Čechách. Zadržuje přívalové vody, slouží sportovnímu rybářství a donedávna sloužila i ke koupání. Dříve sloužila také jako zdroj energie pro podlužskou firmu Brasse. hráz přehrady, přístupná od hlavní silnice, je ukončena na úpatí severního výběžku Kozího hřbetu volným přepadem a nedá se proto po ní přejít na druhou stranu.